# Mcallisterite
La mcallisterite è un minerale.